# ウズボイ川
ウズボイ川は、トルクメニスタンのカラクム砂漠北西部を17世紀まで流れていた、アムダリヤ川の分流。
アムダリヤ川からサリカミシュ湖を経てカスピ海まで、およそ750kmを流れていた。
1950年代初頭に、おおむね干上がったウズボイ川に沿った灌漑用運河の建設が始まったものの、それは中止された。後に建設されたカラクーム運河は、ウズボイ川の流路とは異なるより南のルートをとっている。